# Traité de Vilnius (1559)
Cet article concerne le Traité de Vilnius de 1559. Pour les autres significations, voir Traité de Vilnius.
Le traité de Vilnius est un accord conclu, à Vilnius, le 31 août 1559 entre Gotthard Kettler de la Confédération livonienne et le roi de Pologne et grand-duc de Lituanie Sigismond II Auguste durant la guerre de Livonie. Il est le premier d'une suite de traités signés dans cette ville.
Par ce traité le territoire de la Confédération Livonienne passe sous protection de la Pologne-Lituanie.  
Cependant, le sejm (assemblée) polonais refuse de ratifier le traité, considérant que la question ne concerne que le seul grand-duché de Lituanie.
Gotthard Kettler met l'État monastique des chevaliers Teutoniques sous protection de l'Union polono-lituanienne et du grand-duché de Lituanie. L'alliance avait pour but de neutraliser la menace imminente de l'annexion des terres livoniennes par la Russie. Le chancelier de Lituanie, gouverneur de Vilnius et ataman de Lituanie, Mikolaj Krzysztof Radziwill ne peut empêcher l'annexion de terres livoniennes par les forces russes.
Afin de prévenir une annexion totale de la Livonie par les Russes, Gotthard Kettler, qui devient le duc héréditaire de Courlande, vassal de Sigismond II Auguste négociera un second traité à Vilnius avec la Pologne en 1561. Le reste du pays est placé sous administration lituanienne.

Ce traité est à l’origine de la guerre du Nord de Sept Ans (1563-1570).